# Schepradsluis

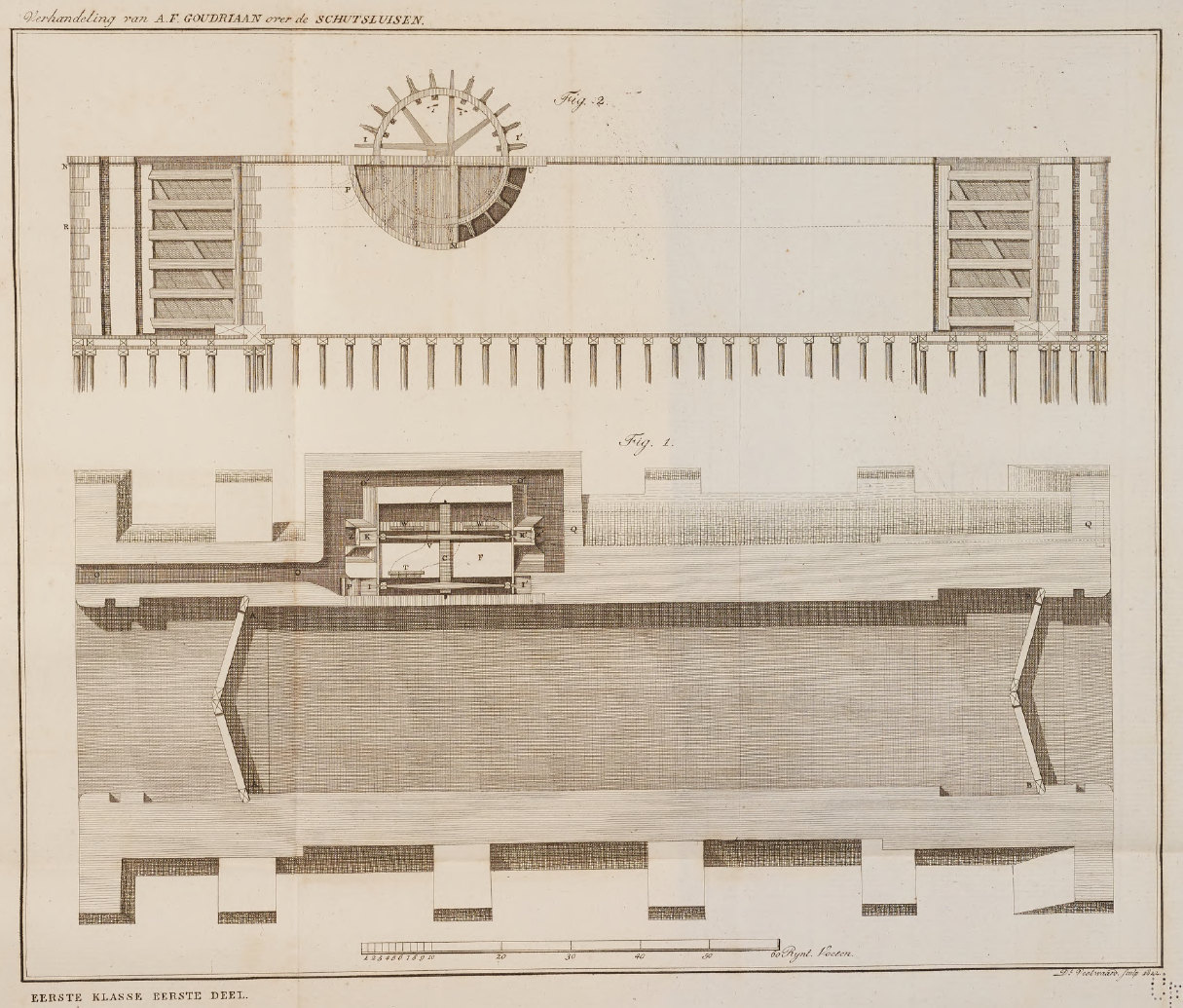
De schepradsluis van Goudriaan

Een schepradsluis is een waterbesparende schutsluis, uitgevonden in 1812 door Adrianus François Goudriaan.
Hij kwam in 1812 met een 'ontwerp ter verbetering van de schutsluizen'184. De verbetering bestond in het terugvoeren van een deel van het schutverlies, de hoeveelheid water die bij het schutten van het bovenpand (met het hoge water) naar het benedenpand verdwijnt. Dit was met name van belang bij kanalen die relatief hoog gelegen gebieden doorsneden en in droge zomers een groot gebrek aan water hadden, zodat er geen scheepvaart mogelijk was.
Omdat er in die tijd geen andere krachtbron was dan waterkracht, windkracht en paardenkracht was het vinden van een goede krachtbron over een opvoerwerktuig lastig.
Goudriaans vinding betrof een combinatie van een waterrad met een scheprad. Het water dat vanaf het bovenpand de schutkolk vult en daarna vanuit de kolk naar het benedenpand stroomt, werd langs het waterrad gevoerd, waardoor dit ging draaien. Op de as van het waterrad was ook een scheprad gemonteerd, waarvan de ruimte in verbinding stond met het benedenpand. Het meedraaiende scheprad maalde het water van het benedenpand omhoog naar het bovenpand. Ongeveer de helft van het schutverlies kon hiermee volgens Goudriaan worden teruggewonnen.

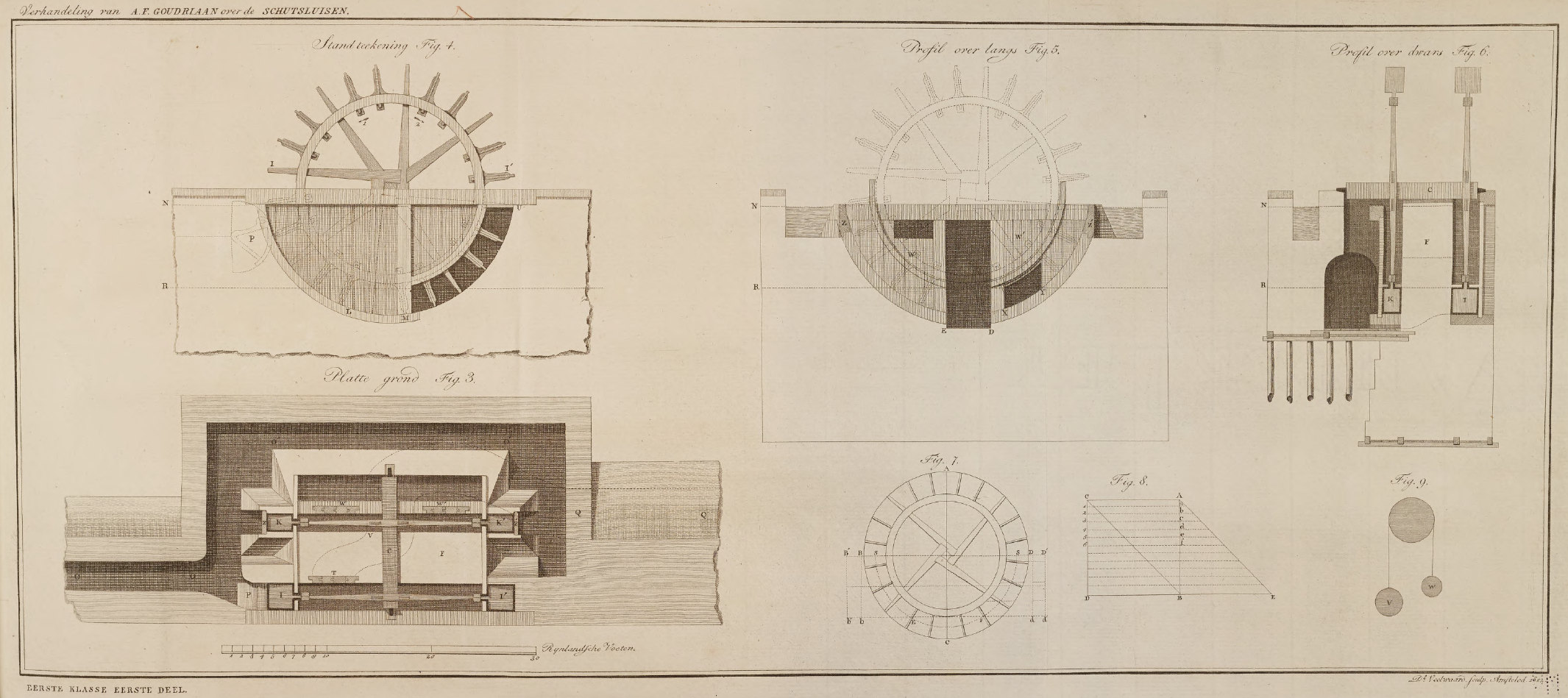
Details van de schepradsluis

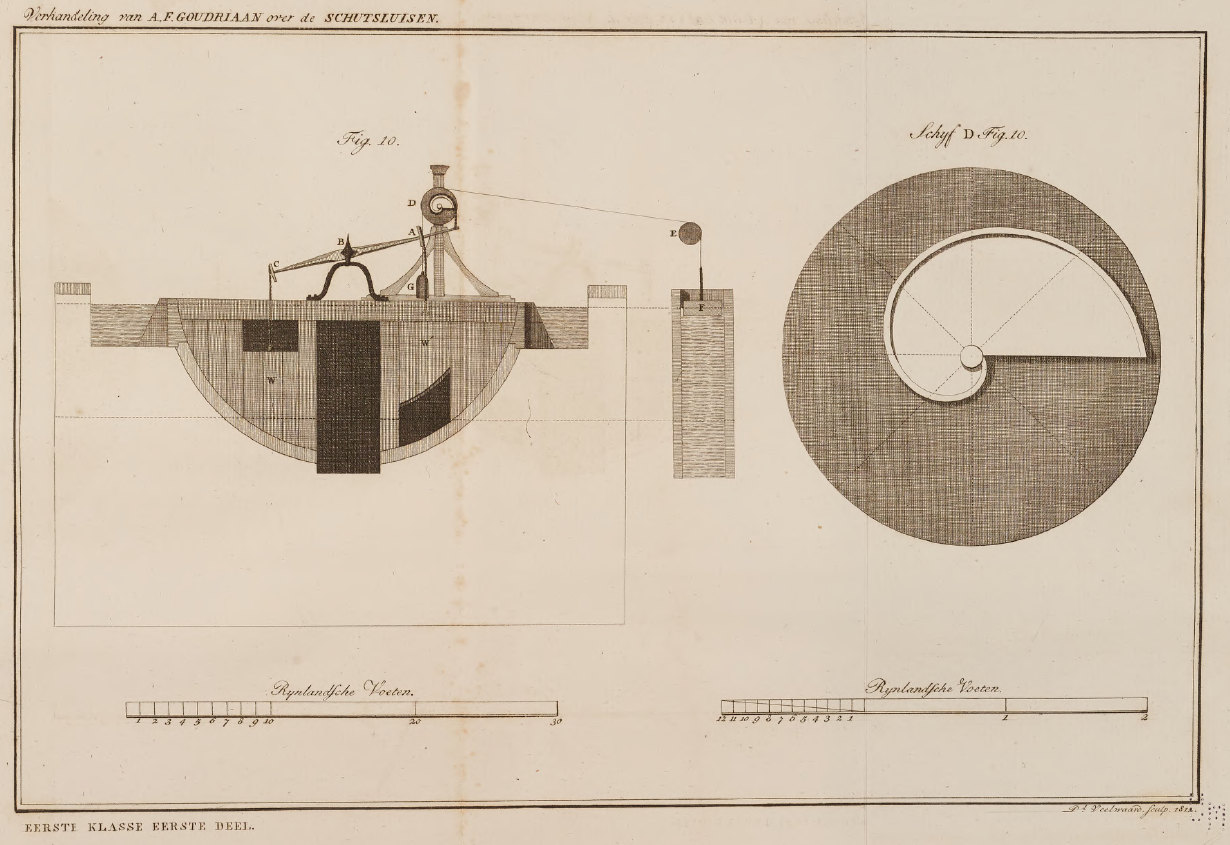
Kleppen in de schepradsluis

Hij paste de watersparende sluizen in 1815 toe in de Drentsche Hoofdvaart, bij de Pastoorsluis (Haveltersluis) en de Uffeltersluis ter de vervanging van twee van de zes bestaande houten sluizen. Deze nieuwe stenen sluizen hadden een kolklengte van 27 m, een schutbreedte van 5,5 m en een verval van 1,9 m.  De uitvoering van deze sluizen was door Henri François Fijnje van Salverda, die toen aspirant-ingenieur in Drenthe was. 
In de praktijk bleken deze sluizen echter niet aan de verwachting te voldoen. Er was bijvoorbeeld geen rekening gehouden met andere verliezen, zoals door verdamping, zodat de besparing relatief gezien gering was. Bij de Uffeltersluis is in 1925 is op de plaats van het scheprad een gemaal gebouwd.
De schepraderen werden daarom al spoedig buiten gebruik gesteld.
Een andere toepassing van Goudriaans vinding, in de bassin-sluis te Oostende, bleek veel beter te functioneren, omdat daar de invloed van de verdamping veel kleiner was.
Met het beschikbaar komen van stoomkracht, en later ook elektriciteit was het veel eenvoudiger om een gemaal bij een sluis te plaatsen. Bij moderne sluizen met een waterarm bovenpand worden standaard gemalen gebouwd, zoals bijvoorbeeld bij de schutsluizen in het Twentekanaal.